# Little Oakley, Northamptonshire
Little Oakley är en by i civil parish Newton and Little Oakley, i distriktet North Northamptonshire, i grevskapet Northamptonshire i England. Byn är belägen 8 km från Kettering. Little Oakley var en civil parish fram till 1935 när blev den en del av Oakley. Civil parish hade 85 invånare år 1931.